# アームストロング郡 (テキサス州)
座標: 北緯34度58分 西経101度21分 / 北緯34.97度 西経101.35度
アームストロング郡 (アームストロングぐん、英: Armstrong County) は、アメリカ合衆国テキサス州にある郡。2005年の推定人口は2,173人で、郡庁所在地はクロード (Claude)である。郡名はテキサス州で開拓に励んだうちの一家族、アームストロング家から取られた。
アームストロング郡は1876年にベクサー郡から独立し、現在はアマリロ大都市圏の一部となっている。また、州に46ある禁酒郡（ドライ・カウンティ）の1つでもある。
郡には昔、アメリカ西部で最高齢のカウボーイだったトム・ブラッシンゲームが住んでおり、彼は73年もの間牧場（大半はJA大牧場）で働いていた。
牧場史家のローラ・ヴァーノン・ハムナーは、テキサス州の回廊地帯に関する著書を執筆するため、1890年代 - 1900年代の間にアームストロング郡で多くの老人に取材を行った。

## 地理
アメリカ合衆国統計局
によると、この郡は総面積2,367 km2 (914 mi2) である。このうち2,366 km2 (914 mi2) が陸地で、0 km2 (0 mi2) が水地域である。総面積の0.02%が水地域となっている。

### 主な幹線道路
- 国道287号線
- 州道207号線

### 隣接する郡
- カーソン郡（北）
- グレイ郡（北東）
- ドンリー郡（東）
- ブリスコ郡（南）
- スウィッシャー郡（南西）
- ランドール郡（西）
- ポッター郡（北西）

## 人口動静

アームストロング郡の人口ピラミッド。

2000年現在の国勢調査で、この郡は2,148人、802世帯、及び612家族が暮らしている。人口密度は1/km2 (2/mi2) で、0/km2 (1/mi2) の平均的な密度に920軒の住居が建っている。この郡の人種的構成は白人95.44%、アフリカン・アメリカン0.28%、先住民0.65%、その他の人種2.79%、及び混血0.84%で、人口の5.40%がヒスパニックまたはラテン系である。
802世帯のうち、33.90%は18歳未満の子供と暮らしており、67.20%は夫婦で生活している。6.10%は未婚の女性が世帯主であり、23.60%は家族以外の住人と同居している。21.40%は独身の居住者が住んでおり、12.00%は65歳以上で独居である。1世帯あたりの平均人数は2.58人であり、家庭の場合は2.99人である。
郡内の住民は26.00%が18歳未満の未成年、18歳以上24歳以下が6.10%、25歳以上44歳以下が24.80%、45歳以上64歳以下が23.80%、及び65歳以上が19.20%にわたっている。中央値年齢は41歳である。女性100人ごとに対して男性は93.20人いて、18歳以上の女性100人ごとに対して男性は90.30人いる。
この郡の世帯ごとの平均的な収入は38,194米ドルであり、家族ごとでは43,894米ドルである。男性の30,114米ドルに対して女性は21,786米ドルの平均的な収入がある。この郡の1人当たりの収入 (per capita income) は17,151米ドルである。人口の10.60%及び家族の7.90%は貧困線以下である。18歳未満の15.80%及び65歳以上の11.60%は貧困線以下の生活を送っている。

## 土地
都市
- クロード（en:Claude, Texas）

その他の土地
- グッドナイト（en:Goodnight, Armstrong County, Texas）
- ウェイサイド（en:Wayside, Armstrong County, Texas）

## 教育
アームストロング郡は大部分がクロード独立学区に属すが、クロード独立学区の他にも、近隣の郡にある3つの学区（クラレンドン合同独立学区・グルーム独立学区・ハッピー独立学区）に属している地域もある。